# Castelvetrano
Castelvetrano (szicíliaiul Castedduvitranu) település Olaszországban, Trapani megyében. Lakosainak száma 29 341 fő (2023. január 1.). Castelvetrano Campobello di Mazara, Mazara del Vallo, Menfi, Montevago, Partanna, Santa Ninfa és Salemi községekkel határos.

## Népesség
A település népességének változása:
| Lakosok száma | 31 691 | 31 503 | 29 341 |
|               | 2017   | 2018   | 2023   |

## Híres személyek
- Salvatore Giuliano, szicíliai bűnöző és szeparatista, 1950-ben itt ölték meg
- Matteo Messina Denaro, szicíliai bűnöző, maffiavezér, a Cosa Nostra vezetője[2][3]